# Jaume Barrera i Escudero
Jaume Barrera i Escudero (Barcelona, 25 de juliol de 1879 - Barcelona, 8 de desembre de 1942) fou un religiós i historiador català, membre de l'Acadèmia de Bones Lletres de Barcelona.
L'any 1893 ingressà al Seminari de Barcelona i el 1896 a l'Institut dels Fills de la Sagrada Família, on estudià filosofia escolàstica i teologia dogmàtica. De 1906 a 1916 deixà el seminari per curar dels seus germans a la mort del seu pare. Des de 1912 dirigí la pàgina literària d'El Correo Catalán, on hi va fer col·laboracions en català.
El 1918 tornà al Seminari com a professor d'humanitats i director de la biblioteca. De 1906 a 1910 va dirigir la Biblioteca Clàssica Catalana, on hi publicà alguns estudis sobre literatura catalana medieval. Entre 1918 i 1936, i durant el 1942, fou director de la Biblioteca Pública Episcopal del Seminari de Barcelona. El 30 d'abril de 1922 ingressà com a acadèmic a l'Acadèmia de Bones Lletres de Barcelona, amb el discurs "Els Torres Amat y la Biblioteca Episcopal del Seminari de Barcelona". El discurs de resposta va anar a càrrec de Ramon Miquel i Planas. Durant el període de la Dictadura de Primo de Rivera fou professor d'història i de bibliografia a l'Escola de Bibliotecàries.
Dins del seminari fou professor de retòrica (1924), francès (1925), llatí (1927) i retòrica (1934). De fet, el 1925 pronuncia el discurs d'inauguració del curs 1925-1926 amb el títol "De literatura comparada". El 1932 també formà part de la Comissió de Vigilància del Seminari. Després de la guerra civil espanyola va ser nomenat censor, càrrec que ja havia ocupat el 1927, i professor d'història eclesiàstica i d'estilística llatina. Va morir d'una breu malaltia poc abans de ser nomenat professor d'estilística llatina a la Facultat de Filosofia de la Universitat de Barcelona.